# 圖倫巴縣

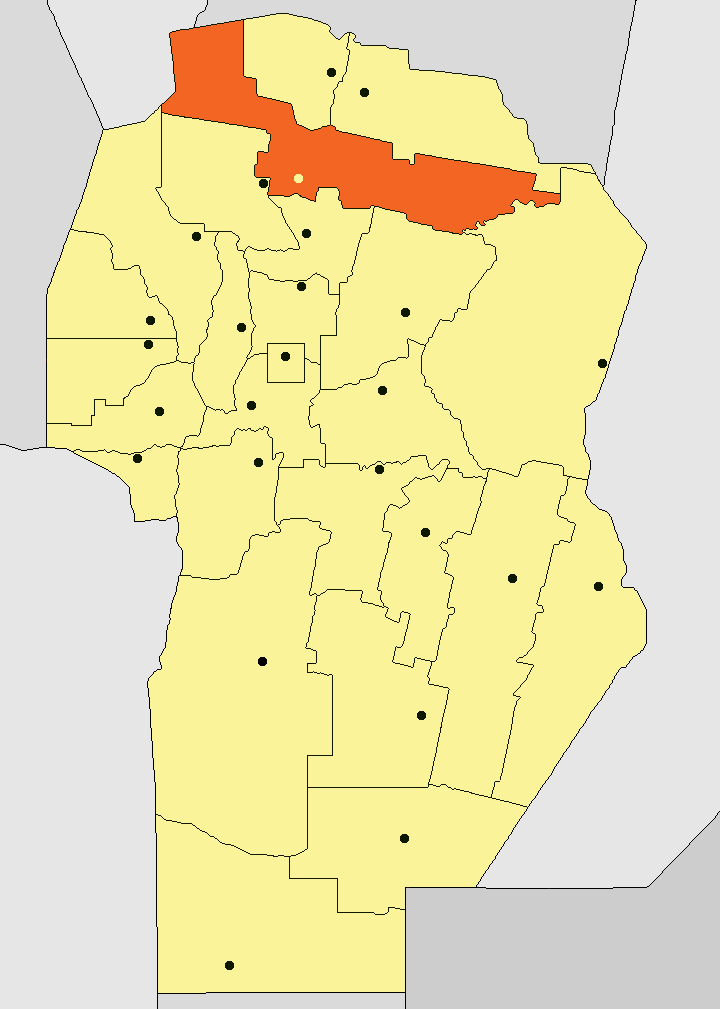

30°24′S 64°7′W / 30.400°S 64.117°W
圖倫巴縣（西班牙語：Departamento Tulumba），是阿根廷的縣份，位於該國中部科爾多瓦省，首府設於圖倫巴鎮，面積10,164平方公里，該地區的地震活動頻繁和低強度，2010年人口12,673，人口密度每平方公里1.25人。